# Ivo
Ivo ist ein männlicher Vorname sowie ein Familienname.

## Herkunft und Bedeutung
Der Name ist seit dem Hochmittelalter im normannischen England und Frankreich belegt (Ivo von Chartres, geboren ca. 1040).
Zur Verbreitung trug vermutlich maßgeblich der Heilige Ivo (gestorben 1303, der spätere Schutzpatron der Bretagne) bei. Die Bedeutung leitet sich aus dem germanischen Wort *(e)iwa- „Eibe, Bogen“ ab.
Man findet auch Herleitung von einem gleichbedeutenden gallischen Ivo, belegt als erste Silbe in Namen wie Ivorix, Ivomagus.
Im Südslawischen ist Ivo eine Variante von Ivan/Iwan  (Johannes).

## Namenstag
- 24. April (Ivo von Ramsey, ab 1001 in England verehrter Heiliger)
- 19. Mai (Ivo Hélory (1253–1303), bretonischer Advokat und Priester)
- 23. Dezember (Ivo von Chartres (~1040–1115), französischer Kirchenreformer und Bischof)

## Varianten
männlich:
- Iwo
- Yvo
- Evo
- französisch: Yves
- bretonisch: Erwan, Youenn, Yvon

weiblich:
- Ivona
- Yvonne
- Yvette
- Iveta

## Namensträger

### Künstlername
- Ivo (Musiker) (* 1969), Schweizer Musiker

### Vorname
- Ivo Aarts (* 1993), niederländischer Poolbillardspieler
- Ivo Andrić (1892–1975), jugoslawischer Nobelpreisträger für Literatur 1961
- Ivo Barnabò Micheli (1942–2005), italienischer Filmregisseur
- Ivo Basay (* 1966), chilenisch-kroatischer Fußballspieler und -trainer
- Ivo Bauersima (* 1931), Schweizer Wissenschaftler
- Ivo Beck (1926–1991), liechtensteinischer Politiker und Staatsgerichtshofpräsident
- Ivo Belet (* 1959), belgischer Politiker (MdEP)
- Ivo Beucker (1909–1965), deutscher Bildhauer
- Ivo Bruns (1853–1901), deutscher klassischer Philologe
- Ivo Donev (* 1959), bulgarisch-österreichischer Schach- und Pokerspieler
- Ivo Dubš (* 1974), ehemaliger tschechischer Volleyballspieler
- Ivo Ferreira (* 1975), portugiesischer Filmregisseur, Schauspieler und Filmproduzent
- Ivo Frenzel (1924–2014), deutscher Philosoph, Lektor und Wissenschaftsredakteur
- Ivo Fürer (1930–2022), Schweizer Geistlicher, Bischof von St. Gallen
- Ivo Garrani (1924–2015), italienischer Schauspieler
- Ivo Gönner (* 1952), Oberbürgermeister von Ulm
- Ivo Hauptmann (1886–1973), deutscher Kunstmaler
- Ivo Hélory (1253–1303), bretonischer Priester und Offizial des Bistums Tréguier
- Ivo Heuberger (* 1976), Schweizer Tennisspieler
- Ivo Holzinger (* 1948), Oberbürgermeister von Memmingen
- Ivo Josipović (* 1957), kroatischer Politiker, Rechtswissenschaftler und Komponist
- Ivo Karlović (* 1979), kroatischer Tennisspieler
- Ivo Klec (* 1980), slowakischer Tennisspieler
- Ivo Knoflíček (* 1962), tschechischer Fußballspieler
- Ivo Lapenna (1909–1987), jugoslawisch-britischer Esperantist
- Ivo Lopes (* 1996), portugiesischer Motorradrennfahrer
- Ivo Mahlknecht (1939–2020), italienischer Skirennläufer
- Ivo Marković (* 1950), kroatischer römisch-katholischer Theologe
- Ivo Martinsons (* 1981), lettischer Theater- und Filmschauspieler
- Ivo Méndez (* 1991), bolivianischer Fußballschiedsrichter
- Ivo Milazzo (* 1947), italienischer Comiczeichner
- Ivo Minář (* 1984), tschechischer Tennisspieler
- Ivo Mossig (* 1969), deutscher Wirtschaftsgeograph
- Ivo Neame (* 1981), britischer Jazzmusiker
- Ivo Pala (* 1966), deutscher Schriftsteller und Drehbuchautor
- Ivo Papasov (* 1952), bulgarischer Klarinettist
- Ivo Pertile (* 1971), italienischer Skispringer
- Ivo Pogorelich (* 1958), kroatischer Pianist
- Ivo Pulga (* 1964), italienischer Fußballspieler und -trainer
- Ivo Rabanser (* 1970), Südtiroler Kletterer, Bergführer und Buchautor
- Ivo Ringe (* 1951), deutscher Künstler der Konkreten Kunst
- Ivo Robić (1923–2000), kroatischer Schlagersänger
- Ivo Rüegg (* 1971), ehemaliger Schweizer Bobfahrer
- Ivo Sanader (* 1953), kroatischer Politiker
- Ivo Saliger (1894–1987), österreichischer Maler und Radierer
- Ivo Schwander (1946–2024), Schweizer Rechtswissenschaftler
- Ivo Rüthemann (* 1976), schweizerischer Eishockeyspieler
- Ivo Strigel (1430–1516), deutscher Bildhauer
- Ivo Töllner (* 1982), deutscher Handballspieler
- Ivo Ulich (* 1974), tschechischer Fußballspieler
- Ivo Van Damme (1954–1976), belgischer Leichtathlet
- Ivo Värk (* 1974), estnischer Marineoffizier
- Ivo Veit (1910–1984), deutscher Rundfunkregisseur, Schauspieler und Kabarettist
- Ivo Viktor (* 1942), tschechischer Fußballspieler und -trainer

#### Variante „Yvo“
- Yvo Antoni (* 1979), deutscher Hundedresseur und Akrobat
- Yvo de Boer (* 1954), niederländischer Politiker
- Yvo Kusters (* 1986), niederländischer Straßenradrennfahrer
- Yvo Molenaers (* 1934), ehemaliger belgischer Radrennfahrer und späterer Sportlicher Leiter
- Yvo Wettstein (* 1975), Schweizer Violinist

### Familienname
- Hubert Ivo (1927–2021), deutscher Germanist und Didaktiker
- Ismael Ivo (1955–2021), brasilianischer Tänzer und Choreograf
- Lêdo Ivo (1924–2012), brasilianischer Schriftsteller